# マーク・イーガン
マーク・イーガン（Mark Egan、1951年1月14日 - ）は、パット・メセニー・グループとギル・エヴァンス・オーケストラに所属していたことで知られるアメリカのジャズ・ベーシスト兼トランペッター。フュージョン・バンド、エレメンツの共同創設者である。

## 略歴
マーク・マクダネル・イーガンは、1951年にマサチューセッツ州ブロックトンで生まれた。父の影響を受け、10歳でトランペットを学んだ。高校時代はトランペットを吹き続け、15歳のときにベースを弾き始めた。当初はトランペットを学ぶ学生としてマイアミ大学にあるフロスト・スクール・オブ・ミュージックに通い、ジャズ教育者のジェリー・コーカーに学んでいたが、そのプログラムを受ける途中で、トランペットからベースに転向した。マイアミにいる間、アイラ・サリバン、パット・メセニー、ダニー・ゴットリーブ、クリフォード・カーターと友人になり、共演した。彼のベースの教師となったのは、ジャコ・パストリアス、デイヴ・ホランド、そしてアンディ・ラヴァーンであった。
1975年、大学院を卒業後、イーガンはエウミール・デオダートやポインター・シスターズとツアーを行い、デイヴィッド・サンボーンとレコーディングを行った。2年後、彼はニューヨークでスタジオ・ミュージシャンとして働き、そこでジョー・ベックやスティーヴ・カーンに出会った。1980年までパット・メセニー・グループの一員であったが、その後、グループのドラマー、ダニー・ゴットリーブと共に、フュージョン・バンド、エレメンツを始動した。サックスのビル・エヴァンスとキーボードのクリフォード・カーターがバンドに参加した。エレメンツは1990年代を通じてレコーディングとツアーを行った。1980年代から1990年代にかけて、イーガンはギル・エヴァンス・オーケストラの一員でもあった。やがて自身のレコード・レーベル、Wavetone Recordsを設立した。
イーガンは、『Om Yoga＆Meditation』、『Music on the Edge』、『Bass Workshop』という3つのミュージック・ビデオを制作した。また、『トゥー・ムーン』、『私の愛情の対象』、『ユー・ガット・メール』、『ハスラー2』、『華麗なる陰謀』、『クイック・チェンジ』、『ブロウン アウェイ』、そして『コーラスライン』など、映画のサウンドトラックに参加している。トランペット奏者のForrest Buchtel Jr.と一緒にアルバム『Urge』をレコーディングし、そこで「CNNヘッドライン・ニュース」のテーマを取り上げた。
イーガンは、ギル・エヴァンス、パット・メセニー、スタン・ゲッツ、スティング、アーケイディア、ロジャー・ダルトリー、ジョン・オズボーン、マリアンヌ・フェイスフル、マイケル・フランクス、カーリー・サイモン、アート・ガーファンクル、ジョン・マクラフリン、ラリー・コリエル、パット・マルティーノ、ジュディ・コリンズ、ソフィー B.ホーキンス、ビル・エヴァンス、ルー・ソロフ、ジョー・ベック、ジム・ホール、アイアート・モレイラ、フローラ・プリム、トニーニョ・オルタ、ポール・シェイファー、そしてポインター・シスターズなど、幅広いアーティストとツアーやレコーディングを行っている。

## ディスコグラフィ

### リーダー・アルバム
- 『モザイク』 - Mosaic (1985年、Hip Pocket)
- 『ア・タッチ・オブ・ライト』 - A Touch of Light (1988年、GRP)
- 『ビヨンド・ワーズ』 - Beyond Words (1992年、Mesa/Bluemoon)
- 『フリーダム・タウン』 - Freedom Town (2001年、Wavetone)
- As We Speak (2006年、Wavetone)
- Live...in the Moment (2007年、Tripping Tree)
- 『テル・ミー・ア・ベッド・タイム・ストーリー - ザ・ビッグ・アップル・スーパー・セッション Vol.1 ホステッド・バイ・マーク・イーガン』 - Tell Me a Bed Time Story: The Big Apple (2008年、Universal Distribution)
- Truth Be Told (2010年、Wavetone)
- Unit 1 (2013年、Wavetone)
- About Now (2014年、Wavetone)
- Direction Home (2015年、Wavetone)[4]
- "Dreaming Spirits" (2017年、Wavetone) ※Mark Egan and Arjun Bruggeman featuring Shane Theriot

### エレメンツ
- 『エレメンツ - フィーチャリング・ビル・エヴァンス』 - Elements (1982年、Antilles)
- 『フォワード・モーション』 - Forward Motion (1985年、Antilles)
- 『ブロウン・アウェイ』 - Blown Away (1985年、Mesa/Bluemoon)
- 『イルミネーション』 - Illumination (1987年、Novus)
- 『リベラル・アーツ』 - Liberal Arts (1989年、Novus)
- Spirit River (1990年、Novus)
- Far East, Vol. 1 (1992年、Wavetone)
- Far East, Vol. 2 (1995年、Wavetone)
- Untold Stories (1996年、Wavetone)[5]